# Tyrone Power Sr.
Frederick Tyrone Edmond Power (Londres, 2 de mayo de 1869-Los Ángeles, 23 de diciembre de 1931) fue un actor teatral y cinematográfico estadounidense, aunque de origen británico, que actuó bajo el nombre artístico de Tyrone Power.

## Primeros años
Nacido en Londres, Inglaterra, sus padres eran Harold Littledale Power y Ethel Lavenu. Antes de casarse, su padre había trabajado como cantante y actor, destacando su participación en la producción de la obra de Edmund Yates Invitations, representada en el Egyptian Hall de Londres entre 1862 y 1863. Posteriormente su padre se dedicó al comercio de vinos y a la minería en colaboración con su hermano Frederick Power. El padre de Power era el hijo menor del actor irlandés Tyrone Power (1797-1841), de quien su hijo, su nieto y su bisnieto tomaron el nombre artístico. Su madre, Ethel Lavenu, era también actriz y tercera hija del director y compositor Lewis Henry Lavenu.
Frederick Power, como era entonces conocido, estudió en la Hampton School y en el Dover College con su hermano George, que más adelante le acompañaría en una gira por los Estados Unidos con el nombre artístico de Littledale Power. En 1883, con 14 años de edad, fue enviado de Inglaterra a Florida por sus padres para aprender a trabajar con cítricos.

## Carrera

### Teatro
Tras un par de años, Power dejó el trabajo agrícola y se unió a una compañía teatral en San Agustín, Florida, debutando en el papel de Gibson en la obra de Charles Hawtrey The Private Secretary, el 29 de noviembre de 1886, con 17 años de edad. Power, de manera constante, fue afirmándose en la interpretación de papeles de importancia, principalmente en obras de William Shakespeare. En 1899 fue elegido para trabajar en la compañía de Minnie Maddern Fiske junto al actor Maurice Barrymore. En 1902 Power volvió a colaborar con Fiske en Mary of Magdala, y al año siguiente actuó con Edgar Selwyn en Ulysses. Power también tuvo papeles en una representación llevada a cabo en 1904 de la obra de Julia Marlowe When Knighthood Was in Flower. 
En 1908 Power tuvo el que quizás fue su mayor éxito teatral, actuando en The Servant in the House. La producción se representó 80 veces en el primer semestre de 1908, y otras 48 a finales de ese año. Tras este éxito, actuó en unas pocas más producciones originales, como fue el caso de Chu Chin Chow y The Wandering Jew. El resto de su carrera teatral en los años de la Primera Guerra Mundial consistió en representaciones de obras clásicas y populares como las de Shakespeare El mercader de Venecia y Julio César, Diplomacy y The Rivals. En 1922 fue el Rey Claudio en la producción que John Barrymore hizo de Hamlet.

### Cine
Tras unos muy prósperos 30 años como actor teatral y participando en giras por todo el mundo, Power se pasó al cine mudo en 1914. Aunque inicialmente interpretaba al primer personaje masculino en sus filmes, pronto fue escogido para papeles de malvado, lo cual cumplió con éxito. En 1916 Power hizo un primer papel en Where Are My Children?, una película sobre el control de natalidad y sobre temas sociales dirigida por la pionera directora Lois Weber y su marido, Phillips Smalley. Ese mismo año Power actuó en un film de Selig Polyscope Company titulado John Needham's Double, y en 1921 el productor William Fox le dio un papel de importancia en Footfalls (1921). 
También en 1921, Power actuó en la película de D. W. Griffith Dream Street, en la cual se utilizó el sistema experimental de sincronización de sonido Photokinema. En 1924 participó en la suntuosa Janice Meredith, una producción de William Randolph Hearst interpretada por Marion Davies, y en 1925 trabajó en el film titulado The Red Kimona, producido y parcialmente escrito por Dorothy Davenport, viuda de Wallace Reid. 
Su último papel llegó en 1930, el del malvado Red Flack en la película de Raoul Walsh The Big Trail, con John Wayne como protagonista, y que fue la primera y única ocasión en que Power actuó en el cine sonoro. En 1931 Power se preparó para rodar una versión sonora de The Miracle Man, que había sido una gran éxito del cine mudo en 1919 de la mano de Lon Chaney. Apenas se habían rodado unas pocas escenas del film, cuando Tyrone Power falleció en Los Ángeles, California, a causa de un infarto agudo de miocardio en brazos de su hijo de 17 años de edad. El actor tenía 62 años. Su papel en The Miracle Man pasó a ser interpretado por el veterano actor Hobart Bosworth.

## Actuaciones teatrales
| Producción | Papel                                                              | Compañía y fechas |
| --- | ------------------------------------------------------------------ | --- |
| The Private Secretary Charles Hawtrey                                                                               | Gibson                                                             | Su debut, el 29 de noviembre de 1886, con la compañía de repertorio de San Agustín (Florida) |
| Saratoga Bronson Howard                                                                                             | El honorable William Carter                                        | En el Mechanics' Institute de Saint John (Nuevo Brunswick), Huebner-Holmes Co., 22 de junio de 1888 |
| The Texan Tyrone Power Sr.                                                                                          | William Plainleigh                                                 | En el Opera House de Saint John (Nuevo Brunswick) y en el Masonic Hall en Chatham y Newcastle, ambas poblaciones de Nuevo Brunswick, compañía propia, junio de 1893, y en el Teatro Princess de Londres en junio de 1894 |
| The Two Roses James Albery                                                                                          | Digby Grant                                                        | En el Opera House de Saint John (Nuevo Brunswick), compañía propia, junio de 1893 |
| Betsy | Adolphus                                                           | En el Opera House de Saint John (Nuevo Brunswick), compañía propia, junio de 1893 |
| The Sins of the Fathers W. Lestocq                                                                                  | Sir Roger Walvernby & Norman Vernley                               | En el Opera House de Saint John (Nuevo Brunswick), compañía propia, junio de 1893 |
| Guy Mannering Walter Scott                                                                                          | Dominie Sampson                                                    | Estrenada en Montreal, Compañía Fanny Janauschek, hacia 1888-1891 |
| The School for Scandal Richard Brinsley Sheridan                                                                    | Sir Oliver Surface                                                 | Augustin Daly players, 1891 |
| The Magistrate Arthur Wing Pinero                                                                                   | Posket                                                             | Augustin Daly players, hacia 1891-1898 |
| The Cabinet Minister' Arthur Wing Pinero                                                                            | Brooke Twombley                                                    | Augustin Daly players, hacia 1891-1898 |
| The Foresters Alfred Tennyson                                                                                       | Much the Miller                                                    | Augustin Daly players, hacia 1891-1898 |
| Como gustéis William Shakespeare                                                                                    | Frederick                                                          | Augustin Daly players, hacia 1891-1898 |
| Trabajos de amor perdidos William Shakespeare                                                                       | Holofernes                                                         | Augustin Daly players, hacia 1891-1898 |
| Mucho ruido y pocas nueces William Shakespeare                                                                      | Antonio                                                            | Augustin Daly players, hacia 1891-1898 |
| La fierecilla domada William Shakespeare                                                                            | Christopher Sly                                                    | Augustin Daly players, hacia 1891-1898, y con compañía propia en Australia y Nueva Zelanda en 1900-1902 |
| La tempestad William Shakespeare                                                                                    | Caliban                                                            | Augustin Daly players, hacia 1891-1898 |
| Las alegres comadres de Windsor William Shakespeare                                                                 | Dueño de Garter Inn                                                | Augustin Daly players, hacia 1891-1898 |
| Magda Hermann Sudermann                                                                                             | -                                                                  | Compañía de Minnie Maddern Fiske, década de 1890 |
| Frou-Frou Henri Meilhac, Ludovic Halévy                                                                             | -                                                                  | Compañía de Minnie Maddern Fiske, década de 1890 |
| Becky Sharp Dramatización de Langdon Mitchell de la novela de William Makepeace Thackeray La feria de las vanidades | Lord Steyne                                                        | Compañía de Minnie Maddern Fiske, Teatro Fifth Avenue, 12 de septiembre-diciembre de 1899, 116 funciones |
| Tess of the D'Urbervilles Dramatización de la novela de Thomas Hardy                                                | -                                                                  | Gira por Australia y Nueva Zelanda 1900-1902 |
| Trilby Dramatización de la novela de George du Maurier                                                              | -                                                                  | Gira por Australia y Nueva Zelanda 1900-1902 |
| Our Boys Henry James Byron                                                                                          | -                                                                  | Gira por Australia y Nueva Zelanda 1900-1902 |
| The Only Way Dramatización de la novela de Charles Dickens Historia de dos ciudades                                 | -                                                                  | Gira por Australia y Nueva Zelanda 1900-1902 |
| El mercader de Venecia William Shakespeare                                                                          | Bassanio                                                           | En el Teatro Lyceum de Londres, con Henry Irving y Ellen Terry, junio y julio de 1902 |
| Mary of Magdala William Winter                                                                                      | Judas Iscariote                                                    | Compañía de Minnie Maddern Fiske, Teatro Manhattan, noviembre de 1902, 105 funciones |
| Ulysses Stephen Phillips                                                                                            | Ulysses                                                            | En el Teatro Garden de Nueva York, 14 de septiembre-noviembre de 1903, 65 funciones |
| Ingomar Maria Lovell                                                                                                | Ingomar                                                            | En el Teatro Empire Theatre, circuito de Broadway, 16 de mayo de 1904 |
| Yvette Adaptación del libro de Pierre Berton                                                                        | -                                                                  | En el Teatro Knickerbocker, circuito de Broadway, 13 de mayo de 1904 |
| When Knighthood Was in Flower Adaptación de la obra de Charles Major                                                | The Princess                                                       | En el Teatro Empire, Broadway, mayo de 1904, 16 funciones |
| Adrea David Belasco                                                                                                 | -                                                                  | Teatro Belasco, 1 de enero – 26 de abril de 1905, 123 funciones |
| The Redskin Donald MacLaren                                                                                         | Lonawanda                                                          | Teatro Liberty, Nueva York, 3 de enero – marzo de 1906, 26 funciones |
| The Strength of the Weak Alice M. Smith, Charlotte Thompson                                                         | -                                                                  | Teatro Liberty, Nueva York, 17 de abril – mayo de 1906 |
| The Christian Pilgrim James MacArthur                                                                               | Apollyon, Beelzebub, Giant Despair, Lord Hategood                  | Teatro Liberty, Nueva York, noviembre de 1907, 14 funciones |
| The Servant in the House Charles Rann Kennedy                                                                       | Robert Smith                                                       | Teatro Savoy, 23 de marzo – 1 de junio de 1908, 80 funciones, 19 de octubre-noviembre de 1908, 48 funciones |
| Thais Anatole France, adaptación de Paul Wilstach                                                                   | -                                                                  | Teatro Criterion, 14 de marzo-abril de 1911, 31 funciones "Julius Caesar", Marcus Brutus, una actuación para 40.000 espectadores en Beachwood Canyon, Hollywood, mayo de 1916                                            |
| Julio César William Shakespeare                                                                                     | Marcus Brutus                                                      | Teatro Lyric, Londres, 4 de noviembre-diciembre de 1912, 32 funciones |
| Chu Chin Chow Oscar Asche                                                                                           | Abu Hasan                                                          | Estreno USA en el Manhattan Opera House, 22 de octubre de 1917, posteriormente representada en el Teatro Century, 14 de enero-abril 1918, 208 funciones                                                                  |
| The Little Brother Milton Goldsmith, Benedict James                                                                 | -                                                                  | Teatro Belmont, 25 de noviembre de 1918-marzo de 1919, 120 funciones |
| The Wandering Jew Ernest Temple Thurston                                                                            | Mathathias, The Unknown Knight, Matteo Battadio, Matteos Battadios | Teatro Knickerbocker, estreno el 26 de octubre de 1921 |
| The Rivals Richard Brinsley Sheridan                                                                                | Sir Anthony Absolute                                               | Teatro Empire, esgtreno el 5 de junio de 1922 |
| Hamlet William Shakespeare                                                                                          | Claudio, Rey de Dinamarca                                          | Teatro Sam H. Harris, 16 de noviembre de 1922-febrero de 1923, 101 funciones |
| Venus Rachel Crothers                                                                                               | -                                                                  | Teatro Masque, 26 de diciembre de 1927-enero de 1928, 8 funciones |
| Diplomacy Victorien Sardou                                                                                          | -                                                                  | Teatro Erlanger, 28 de mayo-julio de 1928, 40 funciones |
| The Unknown Warrior Paul Raynal                                                                                     | Hombre viejo                                                       | Teatro Charles Hopkins, 29 de octubre-noviembre de 1928, 8 funciones |
| El mercader de Venecia William Shakespeare                                                                          | Duque de Venecia                                                   | Teatro Royale, estreno el 16 de noviembre de 1931, 8 funciones |

## Filmografía
| Año  | Título                     | Papel                             | Observaciones                                                  |
| ---- | -------------------------- | --------------------------------- | -------------------------------------------------------------- |
| 1914 | Aristocracy                | Jefferson Stockton                |                                                                |
| 1915 | A Texas Steer              | Maverick Brander                  |                                                                |
| 1915 | Sweet Alyssum              | Roanoke Brooks                    |                                                                |
| 1916 | The Devil-in-Chief         | -                                 |                                                                |
| 1916 | Thou Shalt Not Covet       | I, o el héroe                     |                                                                |
| 1916 | John Needham's Double      | Lord John Needham/Joseph Norbury  |                                                                |
| 1916 | Where Are My Children?     | Fiscal de Distrito Richard Walton |                                                                |
| 1916 | The Eye of God             | Olaf                              |                                                                |
| 1917 | The Planter                | Ludwig Hertzer                    |                                                                |
| 1917 | Lorelei of the Sea         | Paul                              | Otros títulos: A Modern Lorelei The Lorelei, Sirens of the Sea |
| 1917 | National Red Cross Pageant | Servia                            |                                                                |
| 1919 | The Mad Woman              | -                                 |                                                                |
| 1920 | The Great Shadow           | Jim McDonald                      |                                                                |
| 1921 | Dream Street               | Predicador                        |                                                                |
| 1921 | The Black Panther's Cub    | Conde Boris Orliff                |                                                                |
| 1921 | Footfalls                  | Hiram Scudder                     |                                                                |
| 1923 | Fury                       | Capitán Leyton                    |                                                                |
| 1923 | The Truth About Wives      | Howard Hendricks                  |                                                                |
| 1923 | Bright Lights of Broadway  | John Kirk                         |                                                                |
| 1923 | Wife in Name Only          | Dornham                           |                                                                |
| 1923 | The Daring Years           | James LaMotte                     |                                                                |
| 1923 | The Day of Faith           | Michael Anstell                   |                                                                |
| 1924 | Damaged Hearts             | Sandy                             |                                                                |
| 1924 | The Lone Wolf              | Bannon                            |                                                                |
| 1924 | Trouping with Ellen        | Mr. Llewellyn                     |                                                                |
| 1924 | The Story Without a Name   | Drakma                            | Otro título: Without Warning (USA)                             |
| 1924 | For Another Woman          | -                                 |                                                                |
| 1924 | Greater Than Marriage      | Padre                             |                                                                |
| 1924 | Janice Meredith            | Lord Cornwallis                   | Otro título: The Beautiful Rebel                               |
| 1924 | The Law and the Lady       | John Langley Sr.                  |                                                                |
| 1925 | The Wanderer               | Jesse                             |                                                                |
| 1925 | Where Was I?               | George Stone                      |                                                                |
| 1925 | A Regular Fellow           | Rey                               |                                                                |
| 1925 | The Red Kimona             | Padre de Gabrielle                | Otro título: Red Kimona Red Kimono (USA)                       |
| 1925 | Braveheart                 | Standing Rock                     |                                                                |
| 1925 | Bride of the Storm         | Jacob Kroon                       |                                                                |
| 1926 | The Test of Donald Norton  | John Corrigal                     |                                                                |
| 1926 | Out of the Storm           | Mr. Lawrence                      |                                                                |
| 1926 | Hands Across the Border    | John Drake                        |                                                                |
| 1927 | The Elegy                  | Sirviente de Satán                |                                                                |
| 1930 | The Big Trail              | Red Flack                         |                                                                |